# Arsène Luchini
Arsène Luchini (nach anderen Quellen Arsène Lucchini; * 18. Oktober 1922 in Chamonix-Mont-Blanc; † 4. März 1998 in Annecy) war ein französischer Skispringer.

## Werdegang
Luchini, der für den Skiclub Le Risoux startete, gehörte bei den Olympischen Winterspielen 1948 zur französischen Mannschaft. Im Einzelspringen auf der Olympiaschanze sprang er auf 62,5 und 65,5 Meter und erreichte damit den 22. Platz.